# Achájové

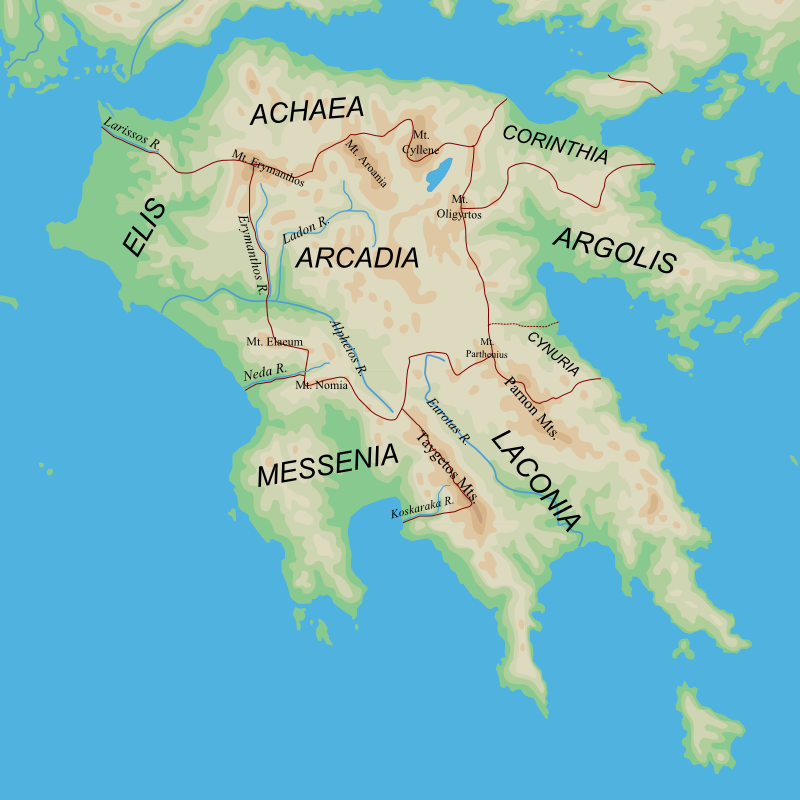
Území na starověkém Peloponésu, Achaja na severním pobřeží

Achájové, též Achajci nebo Achájci, starořecky Αχαιοί (Achaioi), byli jedním ze čtyř velkých starořeckých kmenů, vedle Aiólů, Dórů a Iónů. Jejich mytickým předkem byl Achaios, syn Hellénův a bratr Iónův, a tradovalo se, že kdysi ovládali celý Peloponés, s výjimkou Arkádie, a založili Mykény.
V Homérově díle se jméno Achájové používá pro všechny Řeky, podobně jako označení Danaové a Argejští. Širší význam pojmu napovídá i fakt, že kromě Achaje na severu Peloponésu existovala další, Achaia Fthíótis, v Thesálii, a místní názvy jako  Achajský mys na Kypru, Achajská tvrz na Rhodu nebo Achajský přístav v Tróadě. Je tak možné, že výraz Achájci v době mykénské označoval veškeré Řeky, s čímž nejspíše souvisí jméno země Achchijava, které se objevuje v chetitských dokumentech.
Existoval také achájský dialekt řečtiny používaný v Arkádii a na Kypru, blízký mu byl rovněž jazyk Řeků v Pamfýlii.